# Protestele cauzate de moartea lui George Floyd
Protestele cauzate de moartea lui George Floyd sunt o serie continuă de proteste împotriva brutalității poliției, care au început în Minneapolis, în Statele Unite, pe 26 mai 2020. Neliniștile civile și protestele au început ca parte a răspunsurilor internaționale la moartea lui George Floyd, un bărbat afro-american în vârstă de 46 de ani care a fost ucis în timpul unui arest după ce Derek Chauvin, ofițer al Departamentului de Poliție din Minneapolis, a îngenuncheat pe gâtul lui Floyd pentru aproape opt minute în timp ce alți trei ofițeri priveau și împiedicau trecătorii să intervină; raportat inițial pe scară largă ca opt minute și 46 de secunde, procurorii au recunoscut o eroare și au revizuit durata de timp la șapte minute 46 secunde. Perioada de timp raportată la 8:46 a devenit un punct central al comemorărilor și dezbaterilor, în special în jurul Marții Negre. Chauvin și ceilalți trei ofițeri implicați au fost arestați ulterior.